# 滕芳蘭
滕 芳蘭（とう ほうらん）は、三国時代の呉の孫晧の皇后。青州北海国劇県の人。父は滕牧。滕胤の族子にあたる。

## 経歴
太平2年（257年）、呂拠と滕胤は共に挙兵して孫綝を討とうとしたが、孫綝の派遣した大軍の前に敗北し、滕胤は誅滅された。
父は滕胤の遠祖であったため、辺境の地に流されたという。しかし永安元年（258年）、父は孫休の即位による大赦で帰還する事ができ、五官中郎に任命された。孫晧は烏程侯に封じられると、芳蘭を妃（正室）とした。
元興元年（264年）7月、孫晧は即位すると、10月に芳蘭を皇后に立て、さらに滕牧を高密侯に封じた上で、衛将軍・録尚書事に任命した。しかし朝臣たちは孫晧の暴虐が極まると、滕牧が外戚であったことから、幾度も滕牧を推し立てて孫晧に諌めの意見を言上させた。その頃、既に孫晧の芳蘭に対する寵愛が冷めかかっていたため、孫晧はますます機嫌を悪くした。それが積み重なったため、ついに滕牧は宮廷を追われて蒼梧郡に強制移住させられた。爵位こそ奪われなかったものの、島流しに近い状態であったため、滕牧は蒼梧郡に移住する途中で憂いのあまり死去した。
孫晧は芳蘭の廃后を考えたが、皇后を替えるのは良くないという占が出、また何太后が諌めたので取りやめた。芳蘭は感謝し何太后への拝礼を欠かさなかった。長秋宮（滕皇后の宮）の官僚はただ員数が備わっているだけであり、孫晧は次々と他の女性を寵愛し、勝手に皇后の印綬を佩く夫人の数が夥しかった。
建衡3年（271年）春正月、孫晧が華里（建業の西）まで進んだ際に何太后と妃嬪たちと共に付き添った（『江表伝』）。
太康元年（280年）、呉の滅亡に伴い孫晧に従って洛陽に遷った。
太康5年（284年）12月、孫晧が洛陽で死去した。42歳であった。河南郡の北邙山に葬られた（『呉録』）。芳蘭は非常に悲しい哀愁が漂う哀悼文を、孫晧のために記したという（『建康実録』）。その後、洛陽で死去した。